# 松浦晃久
松浦 晃久（まつうら あきひさ、1964年4月30日 - ）は、日本の音楽家、音楽プロデューサー、編曲家、作曲家、ピアニスト、キーボーディスト、ギタリスト。英語表記はAkihisa Matzura。

## 人物
東京都出身。父は東京混声合唱団創設者の松浦巌、母は声優の前田敏子。編曲、プロデュースを中心に活動し、レコーディングでは主にピアノ、キーボード、ギターを演奏する。
高校を卒業すると同時にバックバンドでの演奏、レコードの作曲・編曲の仕事を始める。19歳の時にエントリーした東海道・山陽新幹線ひかりの車内チャイムは1988年3月から2003年11月まで15年間使用された。また2015年2月には山陽新幹線接近チャイムとして復活、2024年7月には東急の車内チャイムとしても向谷実の編曲により期間限定の復刻がされ、長く愛され続けている。
J-POPの制作に留まらず、「よさこい」音楽の作曲者としても数多くの楽曲を提供。徳永英明、平井堅、秦基博、工藤静香、絢香、JUJU、YUI、miwaの作曲・編曲・プロデュースを手掛ける。趣味はカメラ。

## 経歴
3歳より「桐朋学園大学音楽学部附属 子供のための音楽教室」に通い始める。普通中学に進学後バンド活動をはじめ、自主コンサート出演をきっかけに20代のバンドに高校生で参加する。
定期的に都内ライブハウスでのライブ活動を行い、解散。解散したバンドは2つに分裂し、それぞれ「LOOK」「ノーサイド」としてプロデビューする。解散後、コロムビアレコードアニメックスシリーズの作、編曲、ボーカルディレクションなどを手掛ける一方で、荻野目洋子や岩崎良美などのバックバンドに参加。
1987年、安全地帯のレコーディングセッションにて武沢豊と出会い、「蠣崎弘+r-project」に参加。個人の活動と並行しながら、星勝と3人で「K.Project」を結成、浜田省吾や岸田敏志などのアルバムの編曲などを行う。
J-POPフィールドでの活動の他に「よさこい」関連の作曲も多数製作しており、これらの楽曲を集めたアルバム『SAI』(さい)はシリーズとして現在4作を発売している。よさこい音楽を作曲するに至った経緯は、ハワイ・マウイ島で偶然出逢った現代よさこいの生みの親、國友須賀に誘われたことに起因している。新潟で興った「にいがた総おどり」には、立ち上げから係わっている。
2015年頃から、音楽を中心にあらゆるジャンルのクリエーター、ファンを集めたワークショップ「Music Lounge 松浦堂」を開始。音楽コミュニティスペース「Music Lounge 松浦堂」店主。

## サウンドプロデュース・アーティスト

### 2010年以前
川口大輔
「Rewind」（アルバム『BEFORE THE DAWN』収録曲 2003.1.29発売）
奥田美和子
「青空の果て」（2003.11.5発売）
「雨と夢のあとに」（2003.11.5発売）
「絶望の果て」（2005.6.22発売）
「ぼくが生きていたこと」（2005.9.7発売）
「そばにいて」（2006.9.6発売）
K
「陸の上の舟」（アルバム『Beyond the Sea』収録曲 2007.2.7発売）
清塚信也
『Romantic crime』（2007.2.7発売アルバム）
『Qualia』（2007.3.21発売アルバム）
『熱情～Appassionata～』（2007.12.5発売アルバム）
上戸彩
「涙の虹」（2007.5.30発売）
絢香
「CLAP & LOVE」（2007.9.5発売）
「おかえり」（2008.5.14発売）
「夢を味方に」（2009.4.22発売）
「みんな空の下」（2009.7.8発売）
川村カオリ
「バタフライ 〜あの晴れた空の向こうへ〜」（作詞共作 2009.3.18発売）
「Miss You」
CHEMISTRY
「雨上がりの虹のように」「砂の扉」
倖田來未
「明日へ…」（アルバム『BEST〜BOUNCE & LOVERS〜』収録曲 2007.3.14）
猿岩石
「白い雲のように」（1996.12.21発売）
しおり
「永遠」（「Sweety」2008.12.3発売）
柴田淳
「虹」（2004.2.25発売アルバム『ひとり』収録曲）
「青の時間」「紅蓮の月」（2007.2.21発売アルバム『月夜の雨』収録曲）
「救世主」「Love Letter」「雨」（2010.7.7発売アルバム『ゴーストライター』収録曲）
Skoop On Somebody
『Two of A Kind」「Long for You』（2002.9.26発売アルバム）
「抱きしめて」（2004.7.7発売シングル）
Sowelu
「Candy Rain」（2004.9.1シングル）
「The Rose」「Joy」（2005.1.7発売アルバム『SWEET BRIDGE』収録曲）
「to YOU」（2006.2.1発売）
「Piano man」（アルバム『WANNA BE THE PIANO MAN』収録曲 2007.1.24発売）
『SEPTEMBER』「サヨナラ」「All My Life」（2008.4.9発売アルバム）
鷹橋敏輝
「遠い夢」（1995.2.22）
「謎」（1995.5.10、シングル『Tell Me』収録）
つるの剛士
「M」「WINDING ROAD」（2009.4.22発売アルバム『つるのうた』収録曲）
中島美嘉
「I love you」（2007.2.21発売シングル カップリング）
「FOCUS」作曲（キャノン「IXY DIGITAL 920 IS」CMソング2008.11.12発売シングル）作曲
「My GENTLEMAN」「FLOWER OF TIME」（2008.11.26発売アルバム『VOICE』収録曲）
馬場俊英
「世界中のアンサー」（2009.3.11発売シングル）
「君がくれた未来」（2009.3.11発売カップリング）
「夏の午後の長い坂道の途中で」「海を渡る風」「ディスタンス」「ファイティングポーズの詩」「雨のシーズン」「君がくれた未来」（2009.7.1発売アルバム『延長戦を続ける大人たちへ』収録曲）
Misia
「あの夏のままで」（2009.3.11発売アルバム『MARVELOUS』収録曲）
YUI for 雨音薫
「Good-bye days」（映画『タイヨウのうた』主題歌）
「Skyline」（2006.6.17発売シングル）
LAZY LOU's BOOGIE
　　「いつもそこに君がいた」（アニメ『YAWARA！』第４エンディング曲　LAZY LOU's BOOGIEとの共同編曲）

### 2010年
和紗
「Distance」（3.24発売シングル）
SunSet Swish
「バライロ」（6.2発売シングル）
元ちとせ＋秦基博
「なごり雪」（8.4発売アルバム『Orlent』収録曲）
秦基博
「アイ」（1.13発売シングル/10.6発売アルバム『Documentary』収録曲）
平井堅
「Sing Forever」「太陽」（10.13発売シングル）
miwa
「オトシモノ」（12.1発売シングル）
「you can do it!」（シングル『chAngE』カップリング曲）
JUJU
「Hello Again〜昔からある場所〜（Straight Cover）」（7.23発売シングル& 9.29発売アルバム『REQUEST』収録曲）
「Hello Again〜昔からある場所〜（Ballad Ver,）」（7.23発売シングルc/w曲）
「FIRST LOVE」「すき」（9.29発売アルバム『REQUEST』収録曲）
LOVE
「テレパス」（10.6発売シングル）

### 2011年
西野カナ
「たとえどんなに…」オーケストラVer,（ソニー“ウォークマン”Play You CMソング,）
德永英明 with Family
「明日へ帰ろう」（東日本大震災復興支援チャリティーソング）
JUJU
「You’ve Got A Friend」（6.1発売シングル「また明日...」カップリング曲）
「ANTIQUE」（7.13発売アルバム『YOU』収録曲）
「BELOVED」（8.31発売シングル）
森恵
「笑顔でいられるように」「傷」（4.13発売シングル）
馬場俊英
「サクラブルー〜君が旅立つ日」（4.13発売アルバム『HEARTBEAT RUSH』収録曲）
miwa
「青空」（アニメ「カラフル」イメージソング。2.23発売シングル「春になったら」カップリング曲）
「hys-」「オトシモノ」「Dear days」「ハツナツ」（3.30発売アルバム『guitarissimo』収録曲）
Tiara
「会いたい」（2.16発売アルバム『Tears』収録曲）
SA.RI.NA
「もう大丈夫」（2.9発売アルバム『心-ココロ-』収録曲）
柴田淳
「あなたの名前」（1.12配信限定Ver）
「この世の果て」（8.3発売アルバム『僕たちの未来』収録曲）

### 2012年
和紗
「覚えてますか」「Hello It’s Me」（11.14発売シングル）
miwa
「二人のサタディ」「またね」「コットンの季節」（3.14発売アルバム『guitarium』収録曲）
「Good-bye days」（10.24発売 カバー企画「SHE LOVES YOU」収録曲）
森恵
「赤い花が咲くころ」（1.18 発売ミニアルバム『世界』収録曲）
「いろんな音」アルバム全曲サウンドプロデュース（10.24発売アルバム『いろんな音』収録曲）
工藤静香
「キミがくれたもの」（10.17発売シングル）
しおり
「あいのうた」「5文字の言葉」「Oh my Baby」「aweety」「永遠（とわ）」（9.26発売アルバム『pertner』収録曲）
藤澤ノリマサ
「聴かせてよ」「最後の恋」（9.5発売アルバム『Sing for You』収録曲）
藤田麻衣子
「1%」（7.18発売アルバム『1%』収録曲）
德永英明
「人形の家/夢は夜ひらく」（5.9発売シングル）
「夢は夜ひらく」「虹色の湖」「人形の家」「ブルー・ライト・ヨコハマ」
「上を向いて歩こう(Strings Ver,)」（5.30発売『VOCALIST VINTAGE』収録曲）
「名前のないこの愛のために」（11.21発売シングル）
Sowelu
「Present」（5.30 発売アルバム『29Tonight』収録曲）
2AM
「瞳をとじて」（4.11 発売シングル「電話に出ない君に」カップリング曲）
奥田美和子
「人生に乾杯を!」（2.8 発売シングル）
絢香
「Hello」（「はじまりのとき」「アカイソラ」「HIKARI」「空よお願い」「キミヘ」（2.1発売アルバム『The beginning』収録曲）
JUJU
「sign」（1.25発売シングル曲）

### 2013年
ガブリエル・アプリン
「Through the ages」（12.4発売アルバム『ENGLISH RAIN -New Edition-』収録曲）
絢香
「beautiful/ちいさな足跡」（2.20 発売シングル）
「はじまりのとき〜English Ver」（beautiful/ちいさな足跡 カップリング曲）
「遊音倶楽部」（9.4発売アルバム全曲）
德永英明
「愛し足りないわけがない…」「あなたに逢えてよかった」「いかないで」「旅人」「STATEMENT」「名前のないこの愛のために」「Why Is It?」Bonus Track「花華～僕とあなた～」（7.17発売アルバム『STATEMENT』収録曲）
やなぎなぎ
『エウアル』（7.3発売アルバム Disc2全曲）
和紗
『それでいいよ』（4.17発売アルバム）
柴田淳
「ノマド」「雲海」「魔女の話」（3.27発売アルバム『あなたと見た夢 君のいない朝』収録曲）
JUJU
「Beautiful」（2.27発売「Dreamer」カップリング）
Tiara
「ゆみはりづき」「あなたのとなり」（1.23発売アルバム『Emotion』収録曲）

### 2014年
Rake
「Don’t cry」「YaMeTa!!! Rake feat.BONNIE PINK」（11.26発売シングル）
miwa
「希望の環(WA)」OECD東北スクール 東北復興際＜環WA＞テーマソング（11.12発売シングル）
上間綾乃
「波」「てぃんさぐぬ花」（7.23発売アルバム『はじめての海』収録曲）
沢田知可子
「言葉じゃなくても」「ちいさなて」（7.23発売アルバム『Sing With Me♪』収録曲）
川畑要
「やさしさで溢れるように/JUJU」「Dear...again/広瀬香美」（12.10発売アルバム『ON THE WAY HOME』収録曲）
「HOME」（6.18発売シングル「Half Moon feat.鈴木雅之」収録曲）
中島美嘉×加藤ミリヤ
「Gift」（6.4発売シングル「Fighter / Gift」）
平井堅
「家族になろうよ」「マイ・ウェイ」（5.28発売アルバム『Ken's Bar III』収録曲）
「おんなじさみしさ」（12.10発売『ソレデモシタイ/おんなじさみしさ』収録曲」）
JUJU
「Viva La Vida」（2.19発売シングル「Door/Hot Stuff」収録曲）
「ちいさな恋のうた」（10.8発売アルバム『800TRIBUTE-champloo is the BEST-』収録曲）
「あなたのキスを数えましょう〜You were mine〜」（12.3発売アルバム『Request II』収録）
Tiara
「さよなら大好きな人」「Squall」「誰より好きなのに」（2.12発売アルバム『Girl~Tiara Love Song Covers』収録曲）

### 2015年
柴咲コウ
「ただ泣きたくなるの」「アイ」「Raining」（6.17発売アルバム『こううたう』収録曲）
Rake
『はじまりの街』（3.25発売アルバムプロデュース）
Little Glee Monster
「So Long Good Bye」（3.4発売シングル「青春フォトグラフ/Girl be Free!」収録曲）
工藤静香
「単・純・愛VS本当の嘘」（2.18発売アルバム『My Treasure Best』収録曲）
JUJU
「小さな恋のうた」（2.11発売シングル「Hold me , Hold you / 始まりはいつも突然に」収録曲）

### 2016年
林部智史
「晴れた日に、空を見上げて」（2.15発売シングル）
Goose house
「僕らだけの等身大」「All My Love」「君に拍手を」（2.22発売アルバム『Goose house PhrAse #15 HEPTAGON』収録曲）
欅坂46
「渋谷川」（4.6発売シングル「サイレントマジョリティー」収録曲）
JY
「最後のサヨナラ」「オリビアを聴きながら」（3.16発売シングル「最後のサヨナラ」収録曲）
「夢先案内人」（8.31発売「好きな人がいること」シングル収録曲）
「Crazy Love」（12.7発売シングル「フェイク」カップリング曲）
JUJU
「笑えれば」（2.22「ウルフルズTribute 〜Best of Girl Friends〜」収録曲）
「You've Got A Friend」「Beautiful」「Viva La Vida」（3.9発売アルバム『TIMELESS』収録曲）
「ラヴ・イズ・オーヴァー」「ロンリー・チャップリン」「夢の途中」「二人でお酒を」（2016.10.26発売「スナックJUJU 〜夜のRequest〜」収録曲）
青柳翔
「泣いたロザリオ」（10.26発売シングル）
Leola
「Let it fly 〜Xmas version〜」（「サマンサタバサ2016 ChristmAs NEW TVCM」 デジタル配信限定）
城南海
「月下美人」「晩秋」（11.16発売アルバム『月下美人』収録曲）
夏代孝明
「366日」（6.25発売「クロノグラフ」カップリング曲）

### 2017年
JY
「Secret Crush 〜恋やめられない〜（Piano Slow Edit）」
「君にキスを君にハグを君に愛を」（5.10発売アルバム『MAny FAces –多面性-』収録曲）
カサリンチュ
『待つ、うらら』（12.20 発売アルバム全曲プロデュース）
Little Glee Monster
「ヒカルカケラ」（11.8発売シングル）
JUJU
「STAY WITH ME」（10.11発売シングル「いいわけ」カップリング曲）
柴田淳
「轍」「バースデー」「理由」（9.20発売アルバム『私は幸せ』収録曲）
Leola
「コイセヨワタシ」
工藤静香
「ほとり」「情動」（8.30発売アルバム『凛』収録曲）
城南海
「サヨナラよりも伝えたかったこと」（11.22発売アルバム『ユキマチヅキ』収録曲）

### 2018年
ToshI
「手紙〜拝啓十五の君へ〜」「365日の紙飛行機」「赤いスイートピー」
柴田淳
「Multiverse」「君のこと」「あなたが泣いてしまう時は」「私はここよ〜拝啓、王子様シーズン5〜」「不釣り合い」「そらし目で見つけて」「嘆きの丘」（10.31発売アルバム『ブライニクル』収録）
カサリンチュ
「カサリズム4」（10.10発売アルバム『カサリズム4』全曲プロデュース
JUJU
「だってしょうがないじゃない」
清水翔太
「Song for...」（8.22発売「STORY~HY BEST~」収録曲）
馬場俊英
「明日のほうだよ」（4.18発売 新生活応援ソング）
NOKKO
「TRUE WOMAN」「卒業写真」（.3.21発売アルバム『TRUE WOMAN』収録曲）
竹澤汀
『（P）review』（1.17発売 ミニアルバム全曲プロデュース）
松浦晃久
CD よさこい作品集「SAI4」リリース
CD にいがた総おどり　響’連「華鳥風月」

### 2019年
Little Glee Monster
　　「愛しさにリボンをかけて」（12.11　「コカ・コーラ」ウィンターキャンペーン曲）

### 2020年
村山辰浩
　　「ほろにがいな』（mini Album)
浜田一平
　　「みみたぶ」
柴田淳
「 はじまりはじまり」「ループ」「エンディング」（12.23発売アルバム『蓮の花がひらく時』収録

### 2021年
遥海
　　「声」（劇場版科捜研の女主題歌）
澪
　　「Orange!」「Call」
城南海
　　「蘇州夜曲」「Never Enough」（1.27発売　Album Reflection収録）

### 2022年
Little Glee Monster
　　「心に空を」( Album Lead曲 )
村山辰浩
　　「ほろ苦いな」（mini Album ）

### 2023年
澪
　　「君住まう街」（配信Single）
　　「花言葉」（配信Single）
　　「朝が来るまで」（配信Single）
JUJU
　　「なごり雪」（10.11発売 Single）
　　「じれったい」「なごり雪」「酔っ払っちゃった」（11.01発売 Album スナックJUJU ～夜のRequest～ 『帰ってきたママ』)

## 国民文化祭オープニングセレモニー・音楽監督/作編曲
2019年 新潟 (出演:鼓童、Noizm、Chibi Unity 他) 
2020年 みやざき2020
2021年 紀の国わかやま文化祭
2023年 いしかわ百万石文化祭 (出演:野村萬斎、寺島拓篤 他)

## サウンドトラック

### 映画
- 「黒執事」（2014年）
- Documentary 「EPISODE」（2021年）
- Documentary 「EPISODE2」（2022年）
- Documentary 「ひまわりの夏  一振りの刀、一歩の舞」（2023年）

### ドラマ
- NHKドラマ10「さよなら私」（2014年）

### アニメ
- 「EASY COOKING ANIMATION セイシュンの食卓」（よみうりテレビ、1989年7月5日-1990年1月31日放送）
- 「らんま1/2(熱湯編)」（フジテレビ系列、1989年10月20日-1992年9月25日放送）
- 「みすて♡ないでデイジー」（テレビ東京、1997年7月-9月放送）
- 「はぴはぴクローバー」（TOKYO MX、2007年7月-9月放送）

## よさこい関連作品
- よさこい音楽集CD [SAI 1~ 4]
- 響’　（にいがた総おどりホストチーム）
- 早稲田大学"踊り侍" 2019年度演舞 「大和」